# علم فيتنام الجنوبية
كان علم جنوب فيتنام بمثابة العلم الوطني لدولة فيتنام السابقة وتلتها جمهورية فيتنام منذ عام 1949 إلى عام 1975. جرى حظر العلم حاليًا في فيتنام؛ ويعتبرعرض العلم في الأماكن العامة جريمة يعاقب عليها بالسجن. 

استوحي هذا العلم بالأصل من الإمبراطور ثان ثاي في عام 1890،  وأعيد إحياؤه من قبل لي فان دي والإمبراطور باو داي، على التوالي، في عام 1948. يتكون العلم من أرضية باللون الأصفر وثلاثة خطوط حمراء أفقية، ويمكن تفسيره إما بأنه رمز للدم المشترك الذي يمر عبر فيتنام الشمالية والوسطى والجنوبية، أو بأنه يمثل ☰ ، رمز «الجنوب» (كما في الجنوب من الصين (فيتنام نفسها) كما أن نام تعني الجنوب)، بالتريغرامات الطاوية. 

على الرغم من أن جنوب فيتنام لم يعد موجودًا في عام 1975، لا يزال العلم يستخدم بين المواطنين العاديين في البلدان الأخرى ولا يزال يُعرض ويستخدم في الخارج من قبل بعض المهاجرين الفيتناميين، وخاصة أولئك الذين يقيمون في أمريكا الشمالية وأستراليا. يعتبر المواطنون الفيتناميون الجنوبيون السابقون الذين فروا من فيتنام في أواخر السبعينيات والثمانينيات من القرن الماضي بالقوارب، العلم الفيتنامي الحالي مهينًا لهم لأنهم يرون أنه يمثل الإدارة الاشتراكية التي عارضوها وفروا بسببها. من يونيو 2002 فصاعدًا، في الولايات المتحدة، تبنت 13 حكومة ولاية أمريكية على الأقل وسبع مقاطعات و 85 مدينة في 20 ولاية قرارات تعترف بالعلم الأصفر باعتباره «علم التراث والحرية الفيتنامية».   

## التاريخ

### الأصول

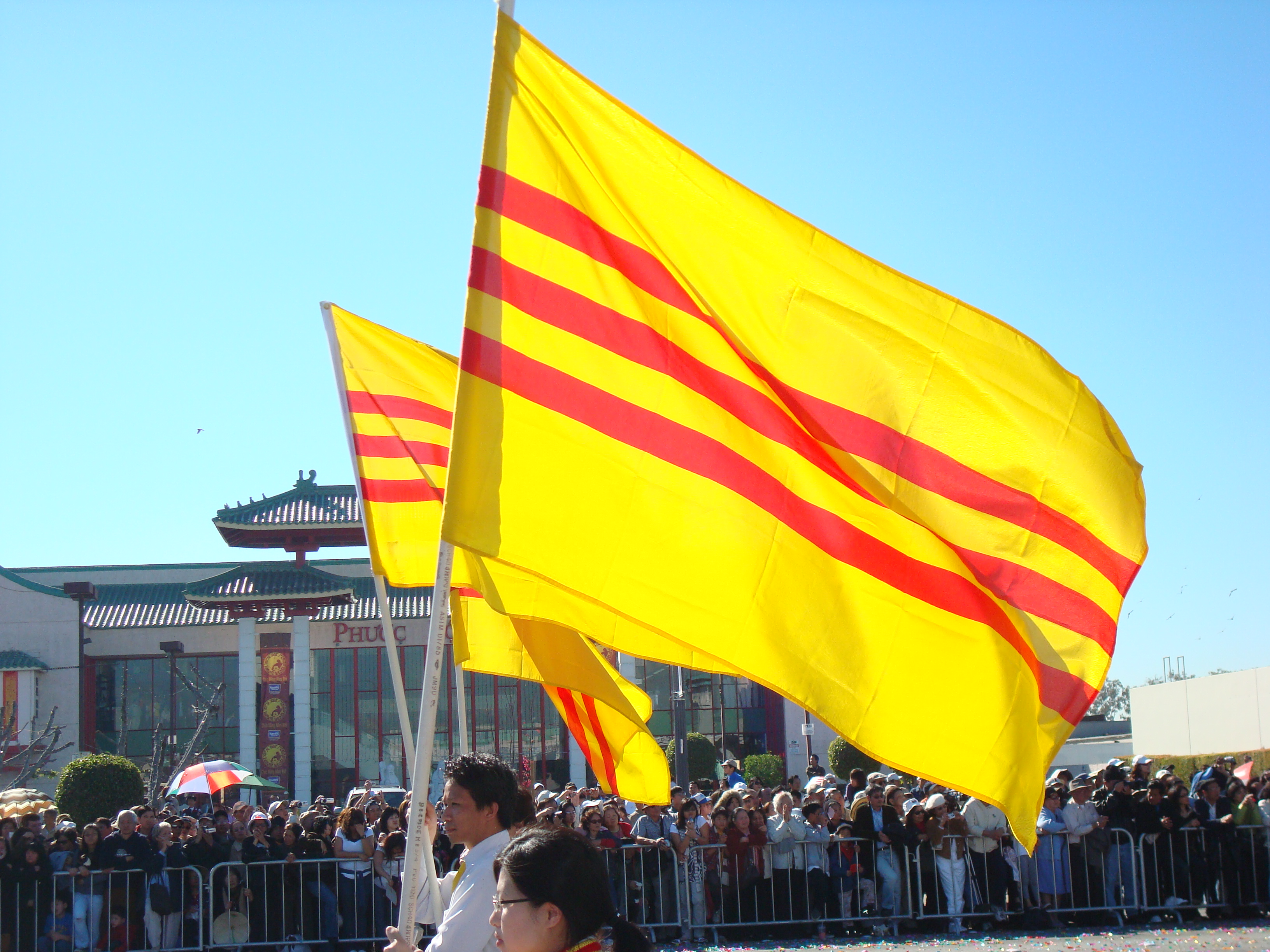
مهاجرون فيتناميون يستعرضون العلم الفيتنامي الجنوبي خلال احتفالات تيت في ليتل سايجون بأمريكا الشمالية.

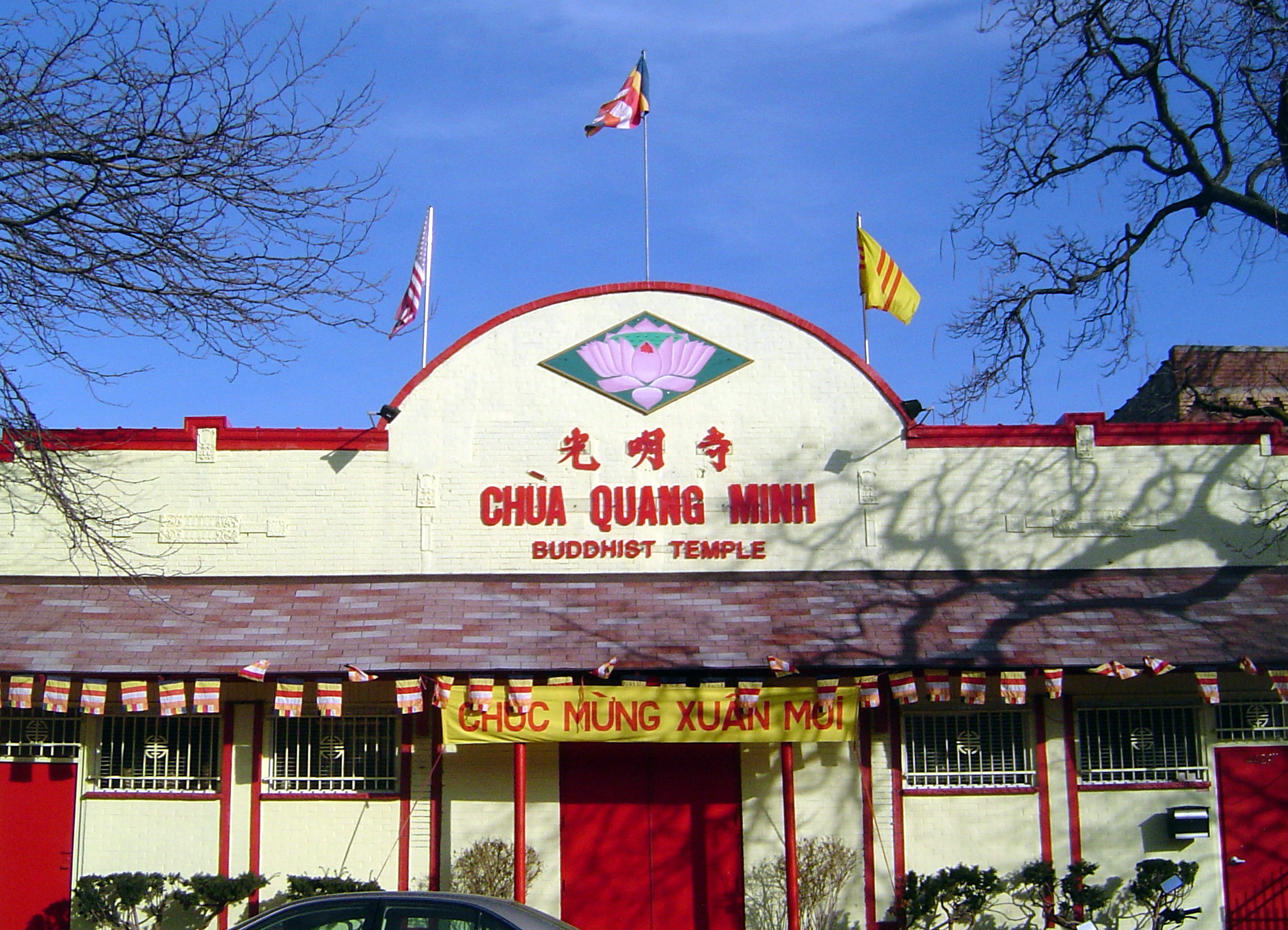
علم فيتنامي جنوبي يرفرف فوق معبد بوذي في ولاية إلينوي الأمريكية ، إلى جانب العلم الأمريكي.

في عهد الإمبراطور جيا لونغ (1802-1820)، تم استخدام العلم الأصفر أيضًا كرمز لإمبراطورية فيتنام. استمر هذا كعلم الإمبراطور عندما أصبحت محكمة هيو محمية فرنسية.
في عام 1890، أصدر الإمبراطور ثان ثاي مرسومًا بتبني العلم الأصفر بثلاثة خطوط حمراء لأول مرة كعلم وطني (داي نام (العلم الوطني) 1890-1920). يدعي البعض أن هذا العلم (المسمى العلم الأصفر اختصارًا) هو أول «علم وطني» حقيقي للشعب الفيتنامي لأنه يعكس تطلعات وأمل الشعب، وليس الأباطرة فقط، من أجل الاستقلال وتوحيد الأمة الفيتنامية.    معنى وتصميم علم ثان ثاي والفنان لي فن دي متماثلان تقريبًا - الخلفية الذهبية مع 3 خطوط حمراء أفقية عبر المركز تمثل 3 مناطق جغرافية وثقافية في فيتنام (الشمالية والوسطى والجنوبية)، ولكن لعلم ثان ثاي خطوط حمراء أفتح وأوسع.
بعد ترحيل ونفي الإمبراطور ثان ثاي ودوي تان، اختار الملك الجديد الموالي لفرنسا خوي دين تغيير العلم الإمبراطوري، واستبدال الشرائط الثلاثة التي تشير إلى مناطق فيتنام الثلاث (الشمالية والوسطى والجنوبية) بشريط أحمر أفقي واحد. يُعرف العلم رسميًا باسم "Long Tinh"، وكان العلم الرسمي لمحكمة Nguyễn.
في عام 1945 مع الإطاحة بالفرنسيين من قبل اليابان، تبنى رئيس الوزراء تران ترانج كيم من إمبراطورية فيتنام المستعادة حديثًا نوعًا آخر من العلم الأصفر. تضمنت ثلاثة أشرطة حمراء ولكن الفرقة الوسطى تم كسرها لتشكيل علم Quẻ Ly. والعلم مستمد من الترايغرامات وهو السادس من البات كواي (الترايغرامات الثمانية - (با غوا) في الآي تشينغ): Càn, Khâm, Cấn, Chấn, Tốn, Ly, Khôn, Đoài . تم اختياره ليرمز إلى الشمس والنار والنور والحضارة. والأهم من ذلك أنها تمثل الأراضي الجنوبية، أي فيتنام. تم استخدام هذا العلم لفترة وجيزة من يونيو إلى أغسطس 1945 عندما تنازل الإمبراطور باو داي عن العرش.
في 2 حزيران / يونيو 1948، وقع رئيس الحكومة المركزية المؤقتة لفيتنام، العميد نجوين فان شوان، المرسوم بمواصفات العلم الوطني الفيتنامي على النحو التالي: «الشعار الوطني هو علم ذو خلفية صفراء، يبلغ ارتفاعه ما يعادل ثلثي عرضها. يوجد في منتصف العلم وعلى طول عرضه ثلاثة أشرطة أفقية حمراء. كل شريط له ارتفاع يساوي واحد على خمسة عشر من العرض. هذه الأشرطة الحمراء الثلاثة مفصولة عن بعضها بمسافة من ارتفاع الشريط». عندما أصبح الإمبراطور السابق باو داي رئيسًا للدولة في عام 1949، تم اعتماد هذا التصميم كعلم دولة فيتنام.
تحتوي الأشرطة الحمراء الثلاثة على علامة العرافة لـ (Quẻ Càn (乾، وهي الأولى من ثمانية أشكال ثلاثية الأبعاد المذكورة أعلاه. يمثل Quẻ Càn الجنة. استنادًا إلى النظرة العالمية التقليدية للشعب الفيتنامي، يشير Quẻ Càn أيضًا إلى الجنوب والأمة الفيتنامية والشعب الفيتنامي وقوة الشعب. تفسير آخر يضع النطاقات الحمراء الثلاثة كرموز للمناطق الثلاث في فيتنام: الشمالية والوسطى والجنوبية.
مع تأسيس الجمهورية في عام 1955، تم تبني العلم من قبل الدولة الوريثة، جمهورية فيتنام (المعروفة أكثر باسم جنوب فيتنام). كان العلم الوطني طوال مدة وجود تلك الدولة (1955-1975) من الجمهورية الأولى إلى الجمهورية الثانية. مع استسلام سايغون في 30 أبريل 1975، انتهت جمهورية فيتنام وتوقف العلم عن الوجود كرمز للدولة. بعد ذلك، تم تبنيه من قبل الكثيرين في الشتات الفيتنامي لإبعاد أنفسهم رمزياً عن الحكومة الشيوعية واستمر استخدامه إما كرمز بديل للوحدة العرقية أو كأداة احتجاج ضد الحكومة الحالية. في فيتنام، يُطلق على العلم من باب السخرية اسم علم العصي الثلاث (cờ ba que) ويُحظر داخل جمهورية فيتنام الاشتراكية باستثناء استخدامه في إنتاج أفلام دعاية حرب فيتنام.

### الأهمية السياسية

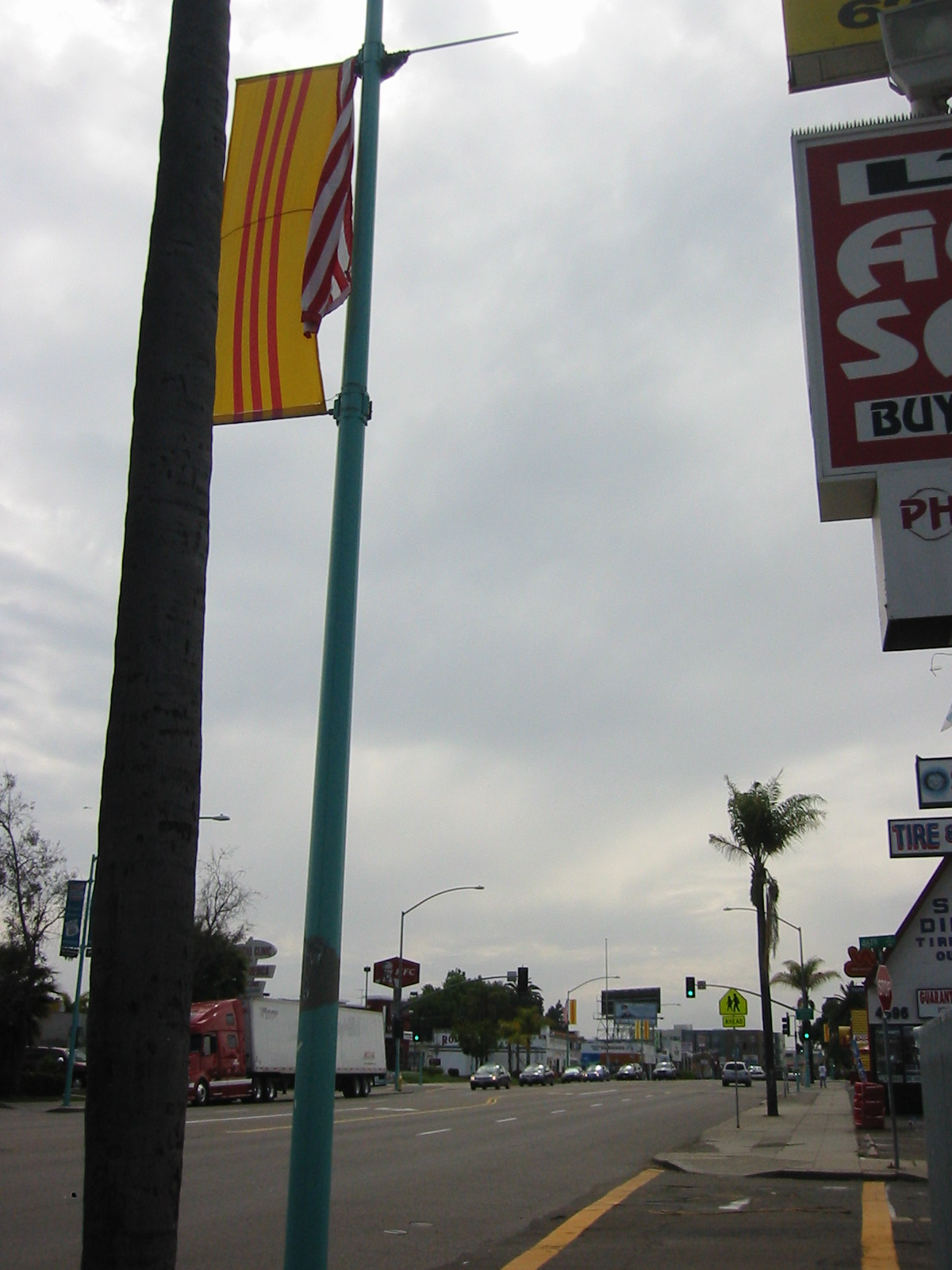
علم التراث الفيتنامي الأمريكي معروض على طول El Cajon Blvd ، سان دييغو ، إحياءً لذكرى أبريل 2010

لا يزال علم فيتنام الجنوبية السابقة (المستخدم أيضًا في عهد الإمبراطور ثان ثاي) مثيرًا للجدل إلى حد كبير، لا سيما في حالة الأمريكيين الفيتناميين والأستراليين الفيتناميين والفيتناميين الآخرين في جميع أنحاء العالم الذين فروا من فيتنام بعد الحرب، والذين يسمونها "التراث الفيتنامي" وعلم الحرية ".
في الولايات المتحدة، يستخدم عدد قليل من المهاجرين الفيتناميين العلم الحالي لفيتنام  والذي يعتبره الكثير منهم مسيئًا. بدلاً من ذلك، يفضلون استخدام علم جنوب فيتنام في مكانه. وينطبق الشيء نفسه على الكنديين الفيتناميين في كندا، والألمان الفيتناميين في غرب ألمانيا، والفيتناميين في هولندا وفرنسا والنرويج والمملكة المتحدة، وعلى الفيتناميين الأستراليين في أستراليا.
- في عام 1965، تم دمج تصميم العلم الفيتنامي الجنوبي في ميدالية الخدمة الفيتنامية التي أنشأها الرئيس ليندون جونسون وصممها توماس هدسون جونز ومرسيدس لي.
- عندما عرض مالك متجر شرائط فيديو فيتنامي أمريكي العلم الحالي لفيتنام وصورة لهو تشي مينه أمام متجره في وستمنستر ، كاليفورنيا، في عام 1999، بلغت الاحتجاجات التي استمرت لمدة شهر ضدها ذروتها عندما أقام 15000 شخص وقفة احتجاجية على ضوء الشموع لليلة، مما أثار حادثة هايتك (كان هايتك هو اسم المتجر).[11]
- في عام 2003، رفضت حكومة ولاية فيرجينيا مشروع قانون يعترف بعلم فيتنام الجنوبية.[12]
- تسبب خطأ من قبل خدمة بريد الولايات المتحدة في استخدام العلم الفيتنامي الحالي في كتيب لتمثيل الجالية الفيتنامية الأمريكية التي تخدمها الغضب بين الأمريكيين الفيتناميين وأسفر عن اعتذار.
- في عام 2004، هدد العديد من الطلاب الفيتناميين الأمريكيين في جامعة ولاية كاليفورنيا، فوليرتون بالخروج في حفل تخرجهم عندما اختارت الجامعة استخدام العلم الحالي لفيتنام لتمثيل طلابها الفيتناميين. طالب الطلاب الأمريكيون الفيتناميون الجامعة باستخدام العلم السابق لفيتنام الجنوبية بدلاً من ذلك. وأدى ذلك إلى إلغاء الجامعة جميع الأعلام الأجنبية للاحتفال.[13]
- في عام 2006، احتج الطلاب الفيتناميون الأمريكيون في جامعة تكساس في أرلينغتون على استخدام العلم الفيتنامي في قاعة الأعلام في قاعة نديرمان واستبعاد العلم الفيتنامي الجنوبي في عرض التنوع الثقافي خلال الأسبوع الدولي.[14] بعد أسابيع من الاحتجاجات، قررت الجامعة شطب جميع الأعلام من العرض.
- خلال يوم الشباب العالمي 2008 في سيدني، اندلعت التوترات بين 800 حاج فيتنامي استخدموا علم جمهورية فيتنام الاشتراكية و 2300 حاج فيتنامي أسترالي استخدموا علم جمهورية فيتنام.[15]
- في عام 2008، احتج الكثيرون على Nguoi Viet Daily News ، وهي صحيفة باللغة الفيتنامية في مقاطعة أورانج ، كاليفورنيا، لنشرها صورة لتركيب فني [16] يصور منتجعًا للقدم يحمل ألوان العلم.[17]
- في أكتوبر 2014، اكتشف فرع رابطة الطلاب الفيتناميين بجامعة أريزونا أن الجامعة أزالت العلم الفيتنامي الجنوبي من عرض العلم في مكتبة الحرم الجامعي (والذي يتضمن أعلامًا من جميع أنحاء العالم للاحتفال بالتنوع الموجود بين الطلاب). بعد ذلك، أطلق فرع VSA عريضة عبر الإنترنت احتجاجًا على القرار.[18] ثم ردت الجامعة وأوضحت أن الإزالة كانت بسبب سوء تفاهم بين الموظفين. ثم اعتذر ووعد بإعادة تثبيت العلم بعد ذلك.
- من عام 2002 فصاعدًا، أدت جهود الضغط التي بذلها الأمريكيون الفيتناميون إلى ظهور حكومات ولايات فرجينيا وهاواي وجورجيا وكولورادو وفلوريدا وتكساس وأوكلاهوما [6] لويزيانا [19] أوهايو [20] كاليفورنيا [21] ميسوري [22] بنسلفانيا، [23] وميشيغان [24] يعترفون بها كرمز للمجتمع الفيتنامي الأمريكي. كما تبنت 15 مقاطعة على الأقل و 85 مدينة في 20 ولاية قرارات مماثلة. [5] [7]
- من عام 2015 فصاعدًا في أستراليا، أصدرت مجالس مدينة ماريبيرنونج، [25] داندينونج الكبرى، [26] يارا، [27] فيرفيلد، [28] بورت أديلايد إنفيلد، [29] وبريمبانك، [30] على التوالي، اقتراحات للاعتراف علم التراث الفيتنامي "Co Vang".

## الألوان والأبعاد

رسم توضيحي

لائحة الألوان التقريبية: 
| وصلة= نظام الألوان | الأصفر       | أحمر         |
| ------------------ | ------------ | ------------ |
| CMYK               | 0، 0، 100، 0 | 0، 73، 78، 6 |
| RGB                | 255، 255، 0  | 239، 65، 53  |
| السداسي عشري       | # FFFF00     | # EF4135     |